# Zaida Cantera de Castro
Zaida Cantera de Castro (Madrid, 6 de juny de 1977), exmilitar de l'exèrcit espanyol, és una política espanyola membre del PSOE. És diputada per Madrid per les XI i XII legislatures des del 4 de gener de 2016.

## Biografia

### Professió
És llicenciada per l'Acadèmia General Militar, especialitat en Transmissions, màster en Xarxes i Sistema d'Informació i màster en Sistemes de Comunicació i Informació per a la Seguretat i la Defensa. Comandanta en retir de l'Exèrcit de Terra.
Després d'una brillant fulla de serveis i de ser condecorada en missions internacionals, entre les quals els conflictes de Kosovo o el Líban, obtingué el grau de comandanta. En ser assetjada sexualment per un superior, va presentar denúncia. En el judici subsegüent es condemnà l'assetjador, Isidro José de Lezcano-Mújica. Després d'aquests fets va patir assetjament laboral d'uns altres quatre superiors, que també hagué de denunciar. Tot seguit es va donar de baixa i va deixar la carrera militar per dedicar-se a la política i denunciar la situació que pateixen les dones a l'exèrcit.

### Carrera política
L'Exèrcit espanyol va admetre la seva petició de baixa i li va concedir la pensió màxima, en reconèixer l'assetjament sexual rebut. El 20 de desembre de 2015 va ser escollida diputada per Madrid al Congrés dels Diputats. Es va afiliar al PSOE el 5 de gener de 2017 per a votar en les primàries del 39è congrés federal en favor de Pedro Sánchez.

## Obra
Va escriure, juntament amb Irene Lozano, el llibre No, mi general, amb què donava a conèixer l'experiència d'assetjament sexual i laboral que havia viscut i el seu coneixement sobre la situació d'abusos a l'exèrcit espanyol.